# Electro-Harmonix DRM-16
 (décembre 2015).
Si vous disposez d'ouvrages ou d'articles de référence ou si vous connaissez des sites web de qualité traitant du thème abordé ici, merci de compléter l'article en donnant les références utiles à sa vérifiabilité et en les liant à la section « Notes et références ».
L'Electro-Harmonix drm-16 est une boîte à rythme.

## Historique
Elle a fait son apparition en 1978. Elle a été suivie par la DRM-15 et la DRM-32 (32 rythmes) en 1979